# Русская древлеправославная церковь
Русская древлеправосла́вная церковь (сокращённо РДЦ, прежнее название — Новозыбковская архиепископия) — одно из старообрядческих поповских согласий, действующих в Российской Федерации и некоторых иных странах.

## История
Основу церкви составили беглопоповцы, принимавшие священство, переходящее от новообрядческой церкви и не признавшие белокриницкой иерархии.
В 1923 году значительная часть членов Церкви признала своим главой перешедшего к ним Саратовского архиепископа Николу (Позднева); с присоединением последнего к староверию из обновленчества (уже после того, как Патриарх Тихон запретил в священнослужении всех епископов, уклонившихся в обновленчество) у них появилась своя иерархия. В сентябре 1929 года к ним также присоединился «андреевский» единоверческий епископ Иргинский Стефан (Расторгуев).
Первоначально центр был в Саратове (месте пребывания архиепископа). В 1924 году он был перенесён в Москву — при Никольском храме на Рогожском кладбище.
Кафедральный Спасо-Преображенский собор в Новозыбкове был закрыт в 1938 году; богослужения в нём возобновились в 1943 году, при немецкой оккупации, и с того времени не прекращались.
В 1945 году у советской власти возник проект объединения всех поповских старообрядческих согласий в одну церковную организацию. Предполагалось, что беглопоповцы войдут в подчинение Московской архиепископии (ныне РПСЦ), но с конца 1947 года со стороны беглопоповцев пошёл вал яростной критики в адрес белокриницкой иерархии. Причиной стало изменение вектора государственной политики. Глава Совета по делам религиозных культов И. В. Полянский писал в письме от 26 февраля 1948 года: «Нельзя рассматривать старообрядцев беглопоповцев и старообрядцев белокриницкого согласия как одно целое. Они из себя представляют пока два самостоятельных культа». Это резко противоречило всему тому, что И. В. Полянский писал и говорил до этого. Вероятно, власти решили, что выгоднее иметь раздробленное старообрядчество.
В 1955 году центр РДЦ перенесён в Куйбышев. Давление властей на Древлеправославную церковь, как и на другие религиозные организации, усилилось в конце 1950-х годов в связи с хрущёвской антирелигиозной кампанией, одним из результатов государственной политики явилось обострение внутренних нестроений среди беглопоповцев. Всё это стало причиной того, что в январе 1962 года архиепископ Епифаний (Абрамов), ссылаясь на преклонный возраст и нездоровье, ушёл на покой. 24 марта 1963 году в сан архиепископа Новозыбковского, Московского и всея Руси был возведён Иеремия (Матвиевич), который перенёс центр РДЦ в Новозыбков Брянской области.
После хрущёвских гонений и вплоть до конца 1980-х годов количество приходов РДЦ составляло во всём СССР лишь около 20. Основные центры находились в городах Самаре (тогда Куйбышев), Новозыбкове, Вольске и Курске.
В 1988 году состоялась первая в РДЦ канонизация святых. К лику святых были причислены: Андрей Рублёв, Максим Грек, митрополит Московский Макарий, Патриарх Московский Гермоген, протопоп Аввакум
В 1988 году епископ Пермский Леонтий (Кречетов) вместе с епископом Московским Флавианом отделился от Новозыбковской архиепископии. Флавиан вскоре вернулся, но Леонтий не только стоял на своём, но и рукоположил для Иверской Древлеправославной Церкви епископа и фактически положил начало бытию её епископата.
В 1990 году московской древлеправославной общине был передан Покровский собор в Замоскворечье, на Новокузнецкой улице, который стал главным московским храмом РДЦ.
В 1991 году в Новозыбкове при Спасо-Преображенском кафедральном соборе открылось четырёхгодичное Высшее духовное училище.
В 1999 году в Церкви произошёл раскол ввиду несогласия части мирян с официальной (юридической) квалификацией вероучения Церкви как идентичной вероучению РПЦ. В результате была образована и официально зарегистрирована новая религиозная организация — Древлеправославная церковь России (Курская епископия), во главе которой стал епископ Аполлинарий (Дубинин), единолично рукоположённый в 2000 году епископом Тульчинским Евмением (Титовым). В настоящее время епископ Евмений вернулся в лоно РДЦ, а количество сторонников епископа Аполлинария существенно сократилось.
Собор, состоявшийся 16—19 августа 2000 года, принял постановление о возвращении резиденции предстоятеля Древлеправославной церкви в Москву.
3 марта 2002 года на Соборе было решено восстановить патриаршество в Русской древлеправославной церкви. Патриархом был избран предстоятель церкви, архиепископ Александр (Калинин), и на следующий же день состоялась его интронизация; с того момента кафедра патриарха и его резиденция пребывают в Москве.
15 августа 2010 года к Русской древлеправославной церкви присоединились (через миропомазание) два «иерарха» «Временного высшего церковного управления Российской православной церкви» (ВВЦУ РосПЦ) — «епископ» Дмитровский и Можайский Тихон (Гришин) и «епископ» Богородский Гедеон (Михайлов). Они были рукоположены́ Арсением (Киселёвым), отделившимся в 2007 году от Синода Рафаила (Мотовилова) (ИПЦ(Р)) и создавшим независимую юрисдикцию — ВВЦУ РосПЦ. После Божественной литургии в Покровском кафедральном соборе Москвы чиноприём по старообрядческой традиции, с отречением от ересей (в том числе, «никонианской» и экуменической) и исповедью совершил иерей Георгий Новиков. Патриарх Александр составил по поводу состоявшегося чиноприёма особый акт, в котором оговаривается, что епископам Тихону и Гедеону пока не предоставляется права «совершения богослужений, церковных таинств и треб».

## Современное состояние
Количество зарегистрированных общин, по последней информации, — 70; также 5 общин находится в Румынии и 1 община в Болгарии. В Новозыбкове имеется Высшее духовное училище.

### Епархии
- Московская епархия (с 2002 года — патриаршая) — объединяет общины и религиозные группы в Московской, Брянской, Курской, Воронежской, Ленинградской областях, а также в Румынии, Болгарии и странах дальнего зарубежья кроме Святой земли и стран Западной Европы (патриарх Московский Александр (Калинин));
- Украинская епархия — объединяет общины и религиозные группы на территории Украины (епископ Украинский Никола (Просин));
- Белорусская епархия — объединяет общины и религиозные группы на территории Белоруссии  (вакантна);
- Верхневолжская епархия — объединяет общины и религиозные группы в Нижегородской области, Чувашии, Татарстане, Удмуртии и республике Марий Эл (епископ Верхневолжский Василий (Лаврентьев));
- Нижневолжская епархия объединяет общины и религиозные группы в Самарской, Ульяновской, Саратовской, Волгоградской, Астраханской и Ростовской областях (епископ Нижневолжский Савин (Тихов));
- Уральская епархия — объединяет общины и религиозные группы в Пермской, Свердловской, Оренбургской областях, а также в Башкирии и Западном Казахстане (вакантна)[8];
- Азово-Черноморская епархия — объединяет общины и религиозные группы на территории Грузии, Северного Кавказа и Краснодарского края (вакантна)[8];
- Сибирская митрополия — общины и религиозные группы в Сибири, Восточном Казахстане, Забайкалье и на Дальнем Востоке (митрополит Сибирский Сергий (Попков));
- Сионская и Западноевропейская епархия — объединяет общины и религиозные группы на Святой земле и в странах Западной Европы (епископ Сионский и Западноевропейский Ияков (Барклай)).

- Успенская церковь в Курске
- Георгиевская церковь в Новохаритонове
- Спасо-Преображенский собор в Новозыбкове
- Церковь Николая Чудотворца в Семёнове

### Взаимоотношения с другими конфессиями
Русская православная церковь не признаёт патриаршего титулования предстоятеля РДЦ, именуя его в официальных документах архиепископом.
Официальный диалог Русской православной церкви с Русской древлеправославной церковью начался в 2008 году. Состоялось три встречи переговорных групп. Четвёртое заседание было назначено на декабрь 2013 года, но не состоялось из-за неприбытия представителей РДЦ. На состоявшемся 23-25 декабря 2014 года в Москве Соборе РДЦ было принято постановление, что «переговорный процесс с Русской православной церковью в настоящее время утратил свою конструктивность и в сложившейся ситуации продолжение его представляется нецелесообразным».
В 2012 году РДЦ начала диалог с Русской православной старообрядческой церковью в формате двухстороннего обмена вопросами и ответами. Также церквами было принято решение о сотрудничестве в области книгоиздания и обмене богослужебным опытом. Стоит признать, что богословский диалог так и не привёл ни к каким кардинальным сдвигам в отношениях сторон и с 2015 года, после пятой группы вопросов и ответов, находится фактически в замороженном состоянии. Из других старообрядческих согласий известно о контактах РДЦ с часовенными и поморцами. Древлеправославная Церковь участвует в рабочей группе по координации межстарообрядческого сотрудничества с момента её основания. РДЦ уже более 10 лет стремится наладить отношения с Истинно-православной церковью. В течение данного периода она проводила собеседования со старостильными церквами Греции, Кипра, Румынии и Болгарии, переводя и распространяя среди них свои материалы, а также с Российской православной автономной церковью. На Соборе 2018 года было проинформировано о продолжающемся диалоге с греческими старостильниками и отмечено наличие некоторых сложностей, например, нерешительность греков в использовании двоеперстия в своих общинах.

## Список предстоятелей
- 1923—1934 — Никола (Позднев), архиепископ
- 1934—1937 — Стефан (Расторгуев), архиепископ
- 1938—1944 — Михаил (Кочетов), архиепископ
- 1944—1955 — Иоанн (Калинин), архиепископ
- 1955—1963 — Епифаний (Абрамов), архиепископ
- 1963—1969 — Иеремия (Матвиевич), архиепископ
- 1969—1977 — Павел (Машинин), архиепископ
- 1977—1979 — Варсонофий (Овсянников), архиепископ
- 1979—1996 — Геннадий (Антонов), архиепископ
- 1996—2000 — Аристарх (Калинин), архиепископ
- с 2000 — Александр (Калинин), архиепископ (с 2002 — патриарх)

## Епископат
(в алфавитном порядке имён)
- Варнава (Едигарев), епископ Белебеевский и всея Башкирии (2001—2005), епископ Волжский (2005), епископ Уральский (2005—н. в.)
- Варсофоний (Овсянников), епископ Курский (27 апреля 1969 — сентябрь 1983)
- Василий (Лаврентьев), епископ Верхневолжский (25 декабря 2008 — н. в.)
- Гедеон (Михайлов), на испытании (15 августа 2010 — н. в.)
- Герман (Савельев), епископ Белебеевский и всея Башкирии (1996—2001), епископ Пермский (2002 — ноябрь 2003), еп. Азово-Черноморский (ноябрь 2003 — 25 декабря 2004) (перешёл в РСПЦ)
- Григорий (Корнилов), епископ Самарский (Куйбышевский) и Оренбургский (26 апреля 1969 — 27 июня 1992)
- Даниил, епископ Городецкий (1937—1938)
- Даниил (Калинин), епископ Волжский (декабрь 2003 — 5 декабря 2004)
- Евмений (Титов), епископ Тульчинский и всея Румынии (1990—2000)
- Евсевий (Самарцев), епископ Белебеевский и Белорецкий, затем Пермский (13 июня 1953 — 3 июля 1964) и Курский (1964—1968)
- Епифаний (Абрамов), епископ Самарский (Куйбышевский) и Оренбургский (26 мая 1950 — 5 ноября 1955)
- Илия (Морозов), епископ Городецкий (октябрь 1938—1938/1939)
- Иоанн (Калинин), епископ Царицынский (Сталинградский) (1939 — 14 октября 1944)
- Иона (Изюмов), епископ Камышинский (27 сентября 1962 — 13 марта 1978)
- Иосиф (Золотухин), епископ Белорусский (23 декабря 2010 —
- Иринарх (Чулков), еп. Оренбургский (1987—1988), еп. Камышинский и Волгоградский (1988—1999)
- Ияков (Барклай), епископ Сионский и Всея Западной Европы, (весна 2005 — н. в.)
- Лев (Бобылев), епископ Самарский (Куйбышевский) и Оренбургский (1996—2001) (C. и Курский) (находился под запрещением, скончался в июле 2005)
- Леонтий (Кречетов), епископ Пермский (7 июля 1977—1988 и 1990—1996)
- Макарий, епископ Грозненский
- Макарий (Кузнецов), епископ Новозыбковский (2 июля 1948 — 25 мая 1953)
- Макарий (Мартиниан), епископ Грозненский (21 мая 1938 — ?)
- Онуфрий (Бондарчук)[вд], епископ Ветковский (с 25 декабря 2024 года)
- Павел, епископ Самарский (Куйбышевский) и Оренбургский (1944—1946)
- Павел (Мошинин), епископ Потийский и Азово-Черноморский (26 ноября 1966 — 27 июля 1969)
- Павел (Носов), епископ Городецкий (декабрь 1933—1937) (арестован)
- Паисий (Феоктистов), епископ Вольский (2 октября 1944 — 10 октября 1950)
- Пансофий (Ивлиев), епископ Ростовский-на-Дону и Курский (18 сентября 1929 — 15 апреля 1933) (арестован)
- Савин (Тихов), епископ Волжский (30 октября 2005 — 23 декабря 2008), Нижневолжский (с 23 декабря 2008)
- Сергий (Попков), епископ Сибирский (с 27 февраля 2005)
- Тихон (Гришин), на испытании (с 15 августа 2010)
- Трифон (Епишев), епископ Азово-Черноморский (сентябрь 1936 — 4 января 1940)
- Филарет (Харламов), епископ Свердловский (январь 1930—1937)
- Феодор (Шашин), епископ Вольский (1934—1937)
- Флавиан (Вдовин), епископ Московский (18 сентября 1983—1988 и 1990—1995)